# Ulrike Nittmann
Ulrike Nittmann (* 3. Februar 1969 in Villach) ist eine österreichische Politikerin der Freiheitlichen Partei Österreichs (FPÖ). Ab dem 24. November 2015 war sie Abgeordnete zum Wiener Landtag und Mitglied des Wiener Gemeinderates. Vom 28. März 2019 bis zum 24. November 2020 war sie nicht amtsführende Stadträtin im Stadtsenat Ludwig I. Anfang Juni 2025 wurde Nittmann abermals als nicht amtsführende Stadträtin nominiert.

## Leben

### Ausbildung und Beruf
Ulrike Nittmann begann nach der Matura 1987 ein Studium der Rechtswissenschaften an der Universität Wien, das sie 1992 als Magistra abschloss. Nach dem Gerichtsjahr 1992/93 war sie ab 1993 Rechtsanwaltsanwärterin. 1996 legte sie die Rechtsanwaltsprüfung ab. Seit 1998 ist sie als Rechtsanwältin tätig, seit 2004 ist sie Geschäftsführende Gesellschafterin der Eckert/Nittmann Rechtsanwälte GmbH. Seit 2005 ist sie außerdem eingetragene Mediatorin.

### Politik
Ulrike Nittmann war von 2006 bis 2015 Mitglied im ORF-Publikumsrat. Am 24. November 2015 wurde sie am Beginn der 20. Wahlperiode als Abgeordneter zum Wiener Landtag und Mitglied des Wiener Gemeinderates angelobt.
Am 28. März 2019 folgte sie Eduard Schock als nicht amtsführende Stadträtin nach. Als Landtagsabgeordneter rückte für sie Georg Schuster nach. Nittmann gab in einem Interview zu Amtsantritt an, sich für Frauenpolitik und Kontrolle besonders einsetzen zu wollen und forderte Frauenwaggons bei U-Bahn und Straßenbahn.
Im Jänner 2020 wurde Nittmann Nachfolgerin von Veronika Matiasek als FPÖ-Bezirksparteiobfrau in Wien-Hernals. Bei der Landtags- und Gemeinderatswahl in Wien 2020 kandidierte sie auf dem siebenten Listenplatz der FPÖ-Landesliste, erlangte aber kein Mandat und schied aus dem Landtag aus. Im Mai 2023 wurde bekannt, dass sie für Veronika Matiasek im Landtag nachrücken soll, im Juni 2023 wurde sie erneut als Gemeinderätin und Landtagsabgeordnete angelobt. Für die Landtags- und Gemeinderatswahl in Wien 2025 wurde sie hinter Dominik Nepp und Maximilian Krauss auf den dritten Listenplatz gereiht. Nach der Wahl wurde sie von der Wiener FPÖ als nicht amtsführende Stadträtin im Stadtsenat Ludwig III nominiert.